# Усть-Киран
Усть-Кира́н (бур. Хираанай Адаг) — село в Кяхтинском районе Бурятии. Административный центр сельского поселения «Усть-Киранское».

## География
Расположено в устье реки Киран, на левом берегу реки Чикой, в 30 км к северо-востоку от города Кяхта.

## История
Началом села считается возведение в 1862 году Я. А. Немчиновым в устье реки Киран, где уже с 1825 года существовали дачи кяхтинских купцов, церкви Преображения Господня, к которой начали подселяться русские крестьяне и местные буряты. Выросшее село стало называться Спас Преображенским. Яковом Андреевичем Немчиновым также была построена пристань на Чикое.
Осенью 1868 года в селе было открыто приходское училище, от которого берёт начало нынешняя средняя школа. Занятия проходили в доме священника Иннокентия Шастина. В первый год в училище обучалось 10 детей. Училище открылось и в первый год содержалось за счёт священника. В 1870-е годы стала действовать мельница.
В 1930 году была организована сельхозартель имени Ворошилова, впоследствии колхоз. В селе Усть-Киран появляются пионерский лагерь, изба-читальня, народный дом, амбулатория. В 1937 году пришёл первый трактор. В 1939 году создан Усть-Киранский сельсовет. В ноябре 1939 года в селе открылся детский санаторий.
В мае 1940 года в Усть-Киран из Заиграевского района переведён детский дом с особым режимом. На 1 октября 1941 года в детском доме воспитывалось 34 мальчика.
В 1954 году колхоз имени Ворошилова объединился с хозяйствами соседних сёл Киран, Бурдуны, Мурочи, Хилгантуй и стал называться колхозом имени Ленина. В 1969 году Усть-Киранская восьмилетняя школа становится средней общеобразовательной.

## Население
| 2002 | 2010  |
| ---- | ----- |
| 1022 | ↗1100 |

## Инфраструктура
Средняя общеобразовательная школа-интернат, детский сад, фельдшерско-акушерский пункт, Дом культуры, почтовое отделение.

## Религия
Церковь Преображения Господня — освящена в 1862 году, закрыта в 1930-х годах и затем разобрана. В 2006 году установлена недалеко от кладбища на 500 метров юго-западнее от исторического места.

## Объекты культурного наследия
- Могильник «Водяная» — в 3 км западнее села Усть-Киран, в пади Водяная, у подножья западного склона сопки. Памятник археологии.

## Известные жители
- Лушников, Алексей Михайлович — купец 1-й гильдии, общественный деятель города Кяхта.
- Осеева, Елизавета Петровна ― советская бурятская певица, Заслуженная артистка Бурятской АССР (1988), солистка Бурятской филармонии[8].